# Kassel (Duitsland)
Kassel (tot 1926 Cassel) is een kreisfreie Stadt in Duitsland, gelegen in de deelstaat Hessen aan de Fulda. De stad telt 201.048 inwoners (31 december 2020) op een oppervlakte van 106,80 km². Op 31 december 2020 had 29,77% van de inwoners een niet-Duits staatsburgerschap (59.860 niet-Duitsers).
Het is het enige stedelijke centrum in het noorden van Hessen en geldt daarom als het economische en culturele zwaartepunt van de regio. De stad is internationaal vooral bekend vanwege de Documenta, een vijfjaarlijkse kunstmanifestatie rond eigentijdse kunst.

## Stadsindeling

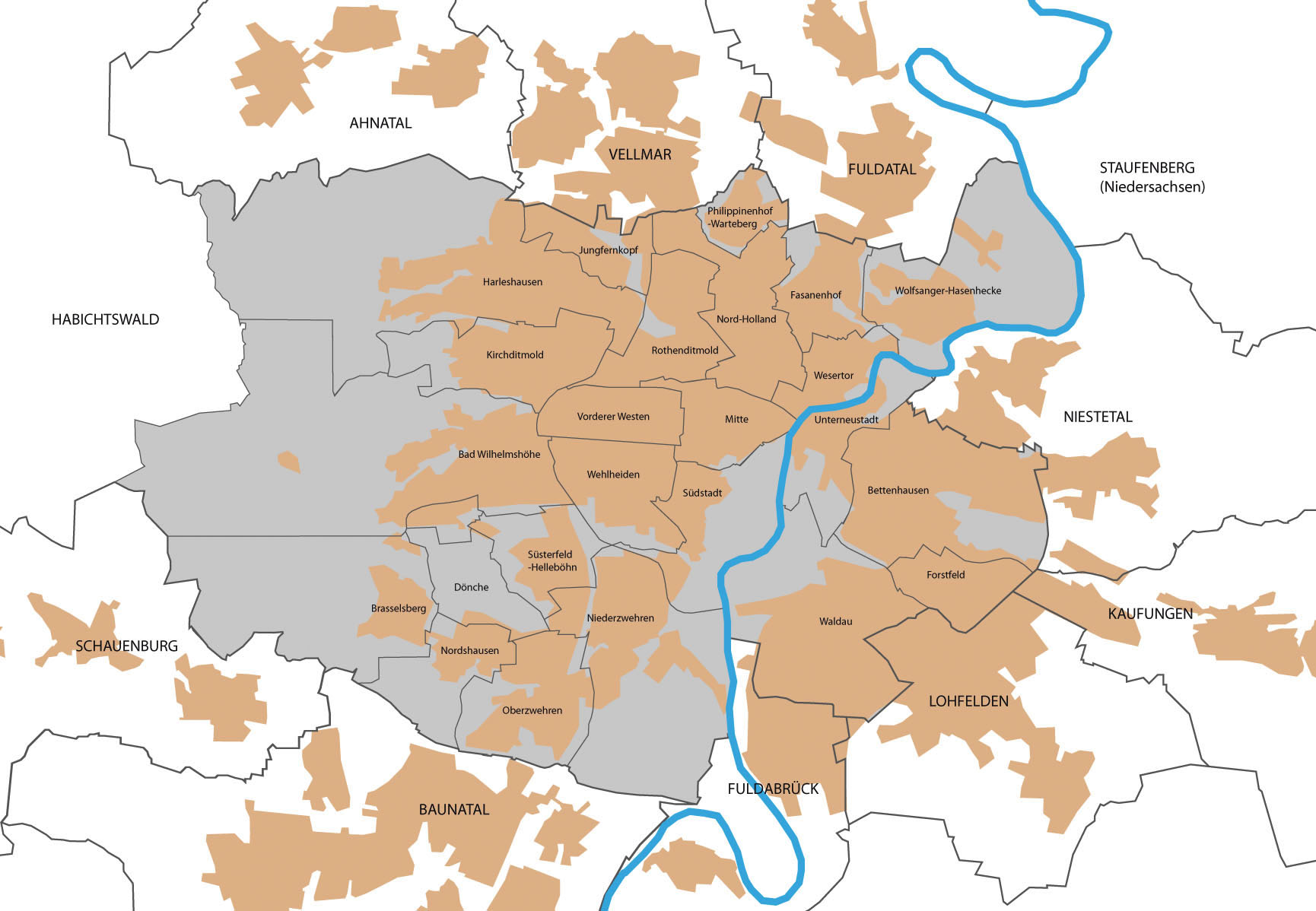
De 23 stadsdistricten van Kassel en de aangrenzende gemeentes
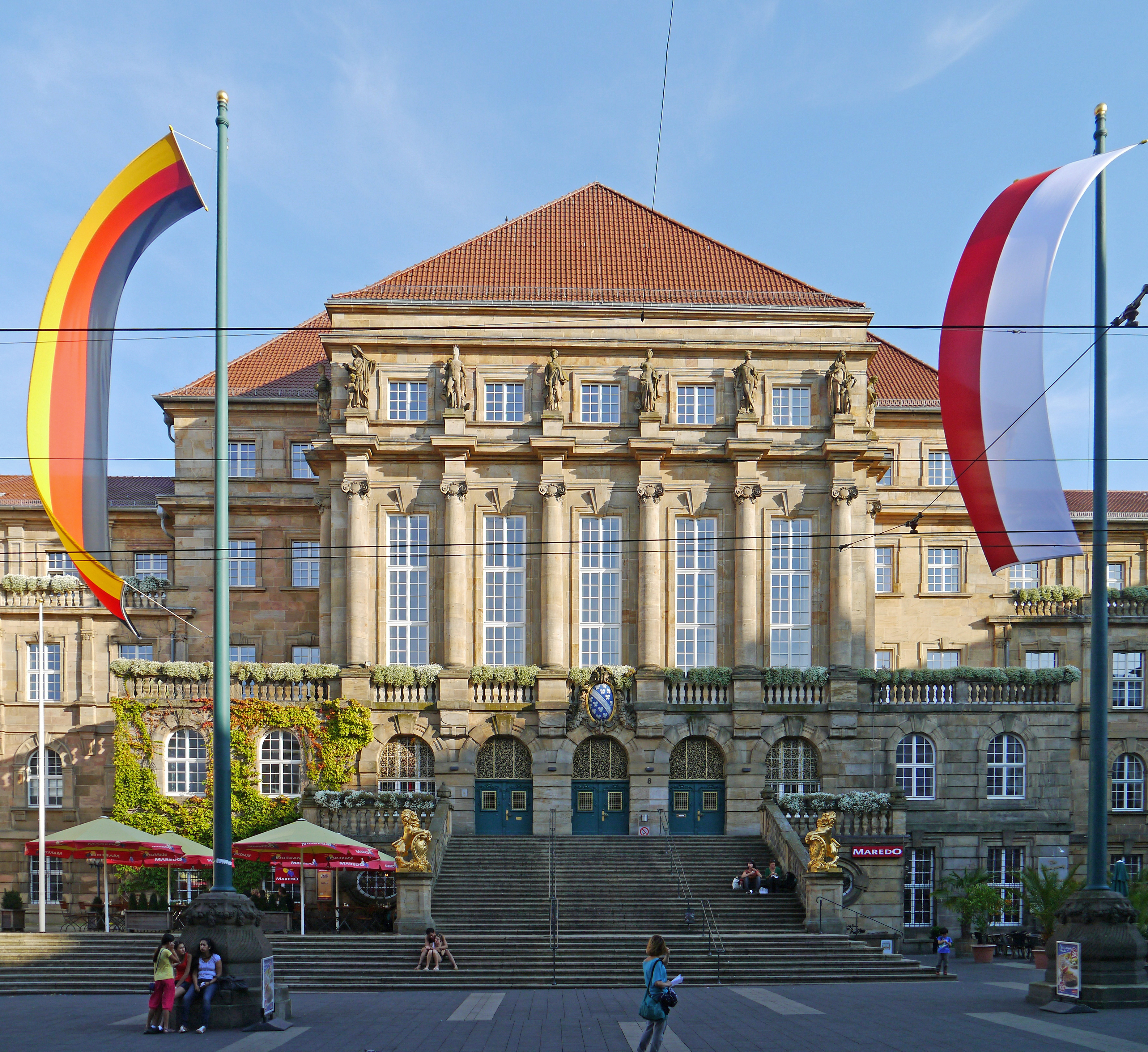
Stadhuis van Kassel

Kassel wordt ingedeeld in 23 stadsdistricten (Stadt- of Ortsbezirke) volgens onderstaande tabel:
| Ortsbezirk                   | Aantal inwoners excl. 2e-woningbezitters (31 dec. 2020) | Oppervl. in km² | Bevolk.dichth. inw./km² | Stadtteile/Ortsteile                                                                                     |
| ---------------------------- | ------------------------------------------------------- | --------------- | ----------------------- | --- |
| Mitte (centrum)              | 8.343                                                   | 1,94            | 4.018                   | Terrasse (Weinberg), Oberneustadt, Schöne Aussicht, Entenanger, Bahnhofsviertel (Lutherplatz)            |
| Südstadt                     | 7.472                                                   | 3,61            | 1.990                   | Auefeld, Karlsaue                                                                                        |
| Vorderer Westen              | 15.934                                                  | 1,94            | 8.097                   | Tannenwäldchen, Samuel-Beckett-Anlage, Goethe-Anlage                                                     |
| Wehlheiden (1899)            | 14.268                                                  | 2,88            | 4.665                   | Park Schönfeld                                                                                           |
| Bad Wilhelmshöhe             | 12.262                                                  | 15,22           | 783                     | Wilhelmshöhe (1906), Mulang, Wahlershausen (1906), Marbachshöhe, Neuholland                              |
| Brasselsberg                 | 4.144                                                   | 7,89            | 508                     | – |
| Süsterfeld-Helleböhn         | 5.858                                                   | 2,18            | 2.566                   | documenta urbana, Süsterfeld, Holzgarten                                                                 |
| Harleshausen (1936)          | 13.045                                                  | 14,19           | 899                     | Gartenstadt Harleshausen, Zum Feldlager, In der Aue                                                      |
| Kirchditmold (1906)          | 10.962                                                  | 3,60            | 2.919                   | Hessenschanze                                                                                            |
| Rothenditmold (1906)         | 7.302                                                   | 2,77            | 2.383                   | Rothenberg, Mittelfeld                                                                                   |
| Nord-Holland                 | 16.587                                                  | 3,52            | 4.108                   | Schillerviertel, Friedrich-Wöhler-Siedlung, Hegelsberg, Campus HoPla                                     |
| Philippinenhof-Warteberg     | 4.189                                                   | 1,19            | 3.392                   | Am Sandkopf, Von-Trott-zu-Solz-Siedlung                                                                  |
| Fasanenhof (1926)            | 8.814                                                   | 2,17            | 3.952                   | Eisenschmiede, Bossental                                                                                 |
| Wesertor                     | 10.168                                                  | 1,56            | 5.937                   | Pferdemarkt, Finkenherd                                                                                  |
| Wolfsanger-Hasenhecke        | 7.062                                                   | 7,38            | 923                     | Wolfsanger (1936), Kragenhof                                                                             |
| Bettenhausen (1906)          | 9.134                                                   | 6,21            | 1.457                   | Eichwald, Salzmannshausen, AEG-Wohnstraße                                                                |
| Forstfeld                    | 7.135                                                   | 1,66            | 3.580                   | Am Lindenberg, Heinrich-Steul-Straße                                                                     |
| Waldau (1936)                | 6.392                                                   | 6,48            | 998                     | Industriepark, Fuldaaue, Alt-Waldau                                                                      |
| Niederzwehren (1936)         | 11.782                                                  | 8,26            | 1.373                   | Märchenviertel, Graf-Haeseler-Kaserne, Neue Mühle                                                        |
| Oberzwehren (1936)           | 12.794                                                  | 3,39            | 3.718                   | Brückenhof, Keilsbergsiedlung, Mattenbergsiedlung                                                        |
| Nordshausen (1936)           | 2.093                                                   | 2,44            | 836                     | – |
| Jungfernkopf                 | 3.964                                                   | 1,8             | 2.112                   | Osterberg                                                                                                |
| Unterneustadt                | 4.355                                                   | 2,51            | 1.402                   | Blücherviertel, Hafenstraße                                                                              |
| Dönchelandschaft vgl. Dönche | 0                                                       | 1,73            | 0                       | (N.B.: de ortsbezirksfreie Dönchelandschaft is qua oppervlakte niet identiek met natuurreservaat Dönche) |
| (overig / niet indeelbaar)   | –                                                       | 1,93            | –                       | – |
| TOTAAL:                      | 204.059                                                 | 106,798         | 1.818                   | – |

## Geografie
Kassel ligt ongeveer 70 km ten noordwesten van het geografische middelpunt van Duitsland. Na Erfurt en Göttingen is Kassel daarmee de meest centraal gelegen grote stad in Duitsland.
De stad ligt in het noordelijkste deel van de deelstaat Hessen, vlak bij de grens met Nedersaksen, in het zogenaamde ‘’Kasseler Becken’’, een uitgestrekt keteldal waarin zich op het laagste punt de bedding van de rivier Fulda bevindt. De stad Kassel ligt aan de linker, westelijke, oever van deze rivier. In dit keteldal ligt de stad aan vrijwel alle zijden ingesloten door vijf middelgebergtes, waaronder het Habichtswald in het westen en het Kaufunger Wald in het oosten. De vijf middelgebergtes zijn door twee ten noorden en ten zuiden van de stad liggende en in oost-westrichting verlopende bergruggen met elkaar verbonden. Alleen het hier en daar zeer smalle dal van de Fulda doorsnijdt het ‘’Kasseler Becken’’ en de ring van bergruggen van het zuiden naar het noorden. Ten zuidoosten van het centrum van Kassel ligt een gebied, dat in het verleden een ooibos is geweest. Deze Fuldaaue is grotendeels tot een complex parken omgevormd.

## Verkeer en vervoer

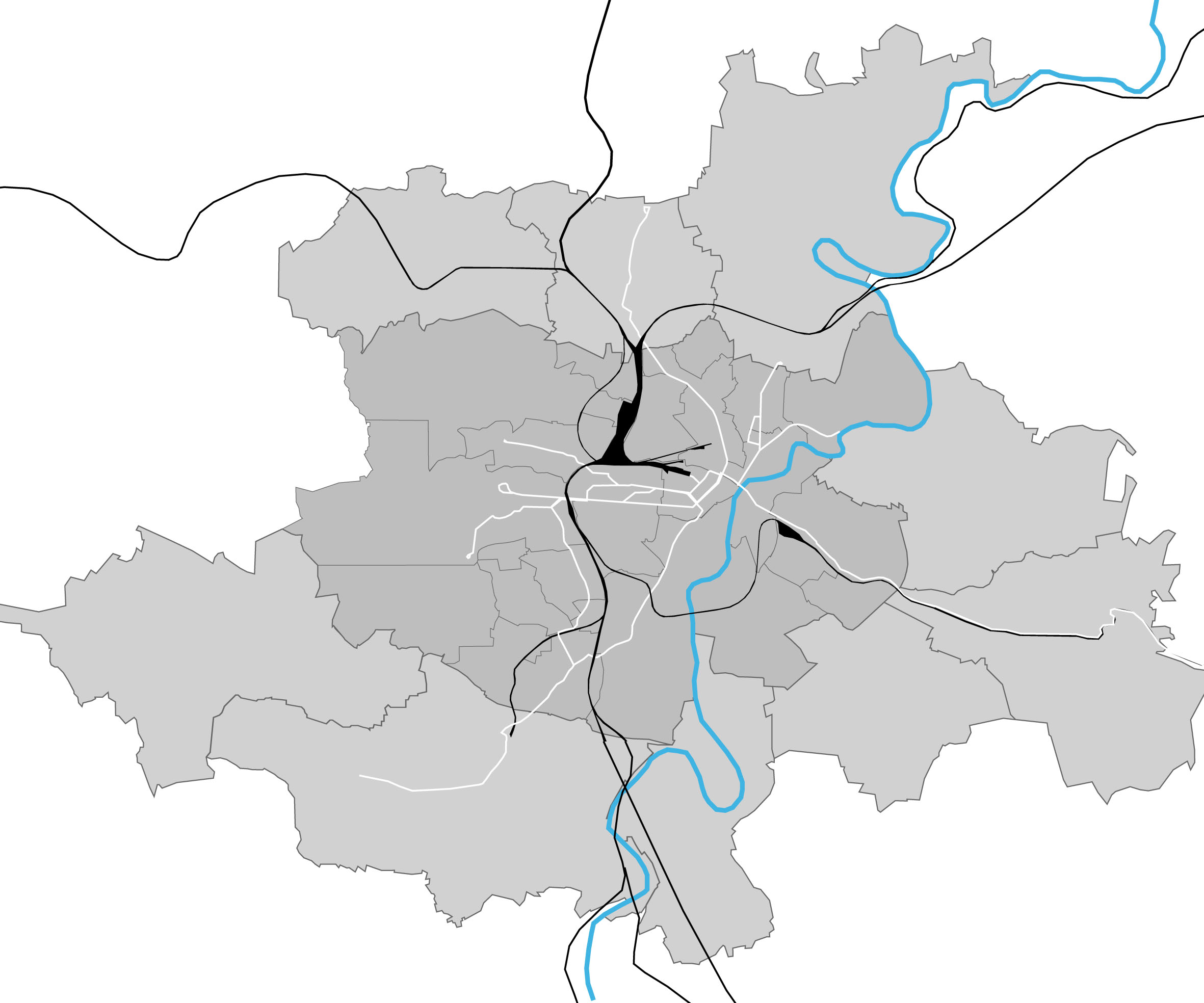
Spoor- en tramnetwerk
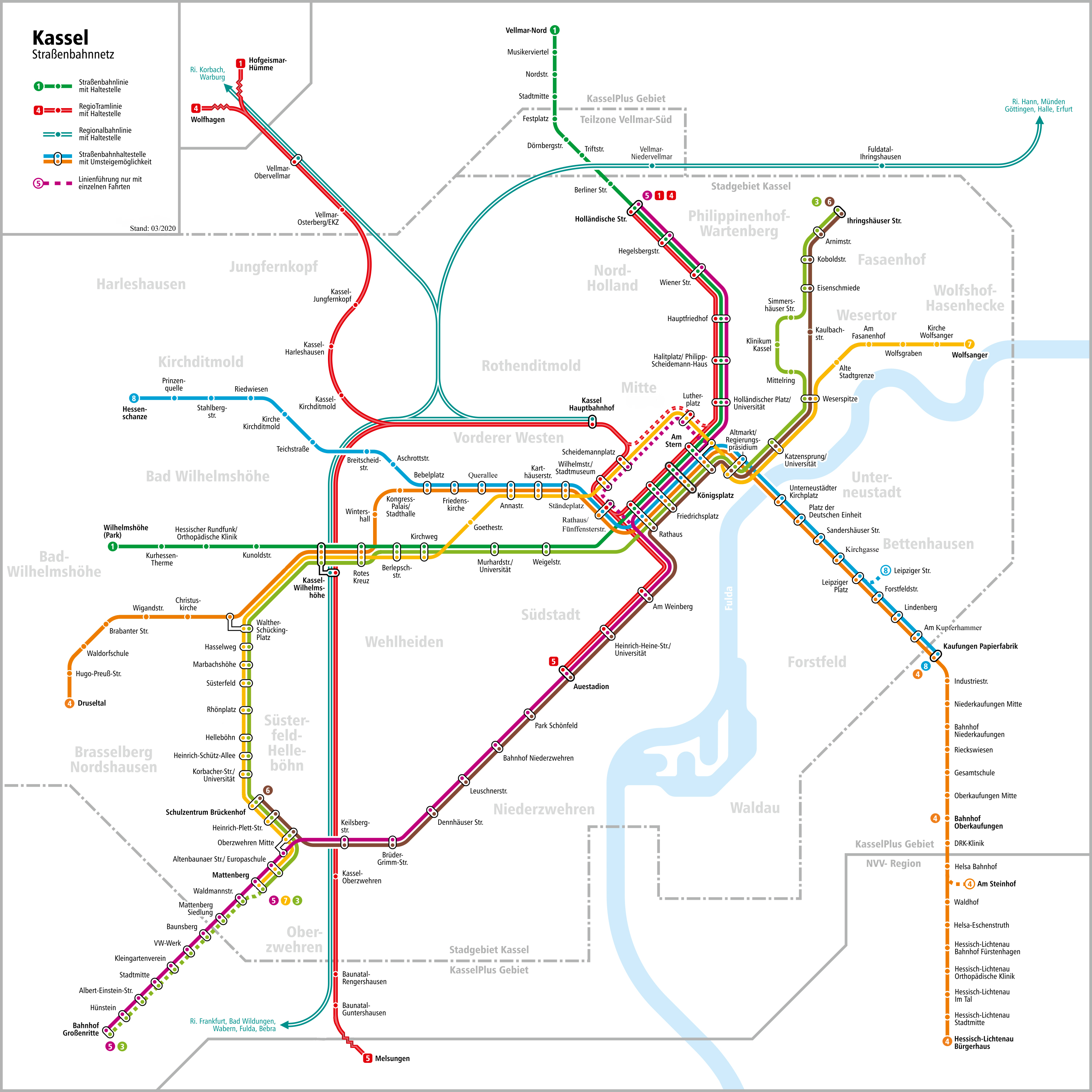
Tramlijnen te Kassel (situatie: maart 2020)
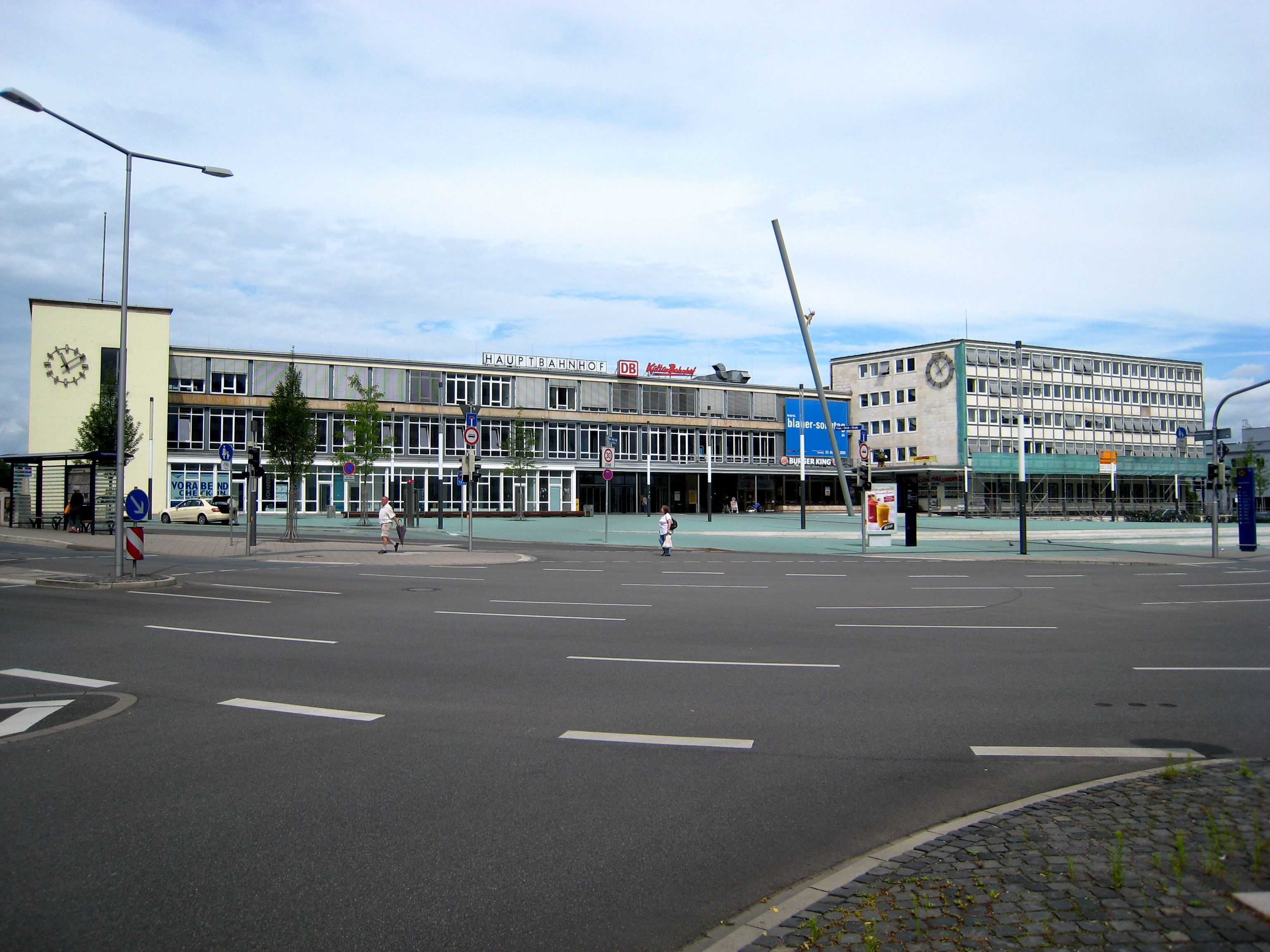
Station Kassel Hauptbahnhof
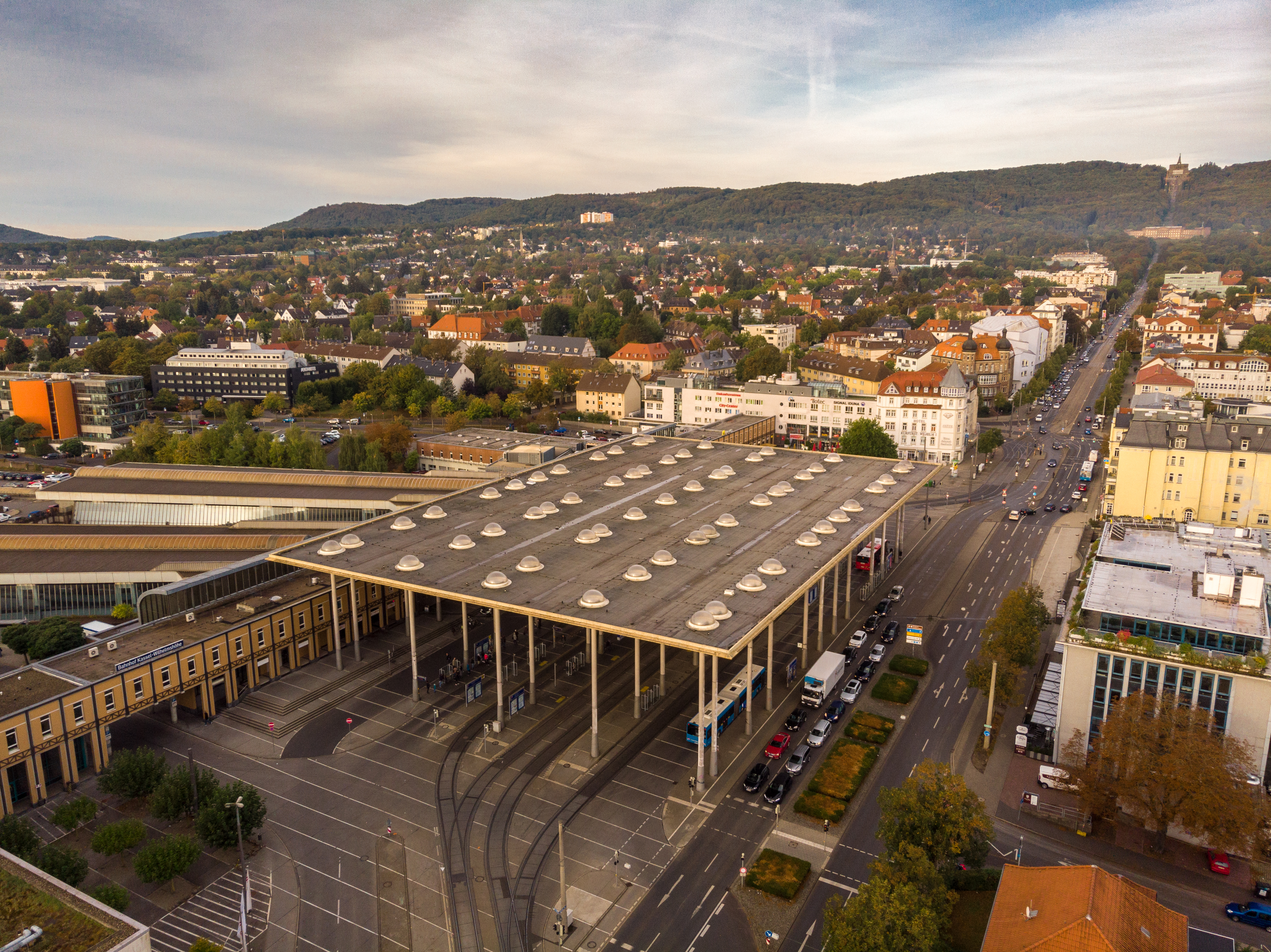
Station Kassel-Wilhelmshöhe. Rechts op de achtergrond Schloss Wilhelmshöhe en verderop Herkules
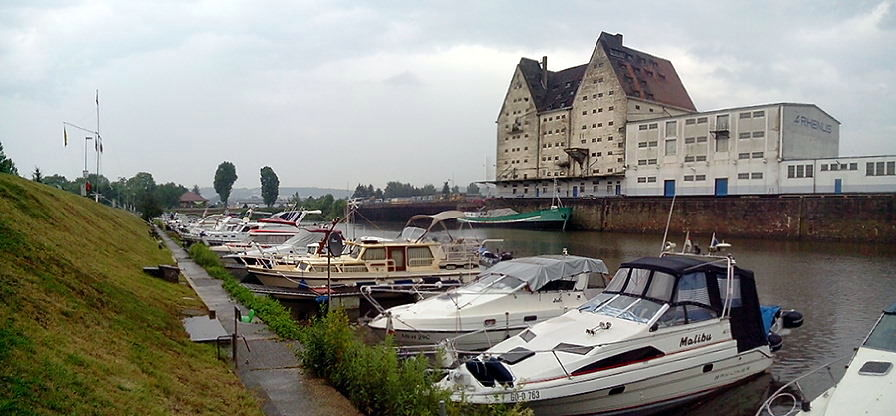
De binnenhaven van Kassel
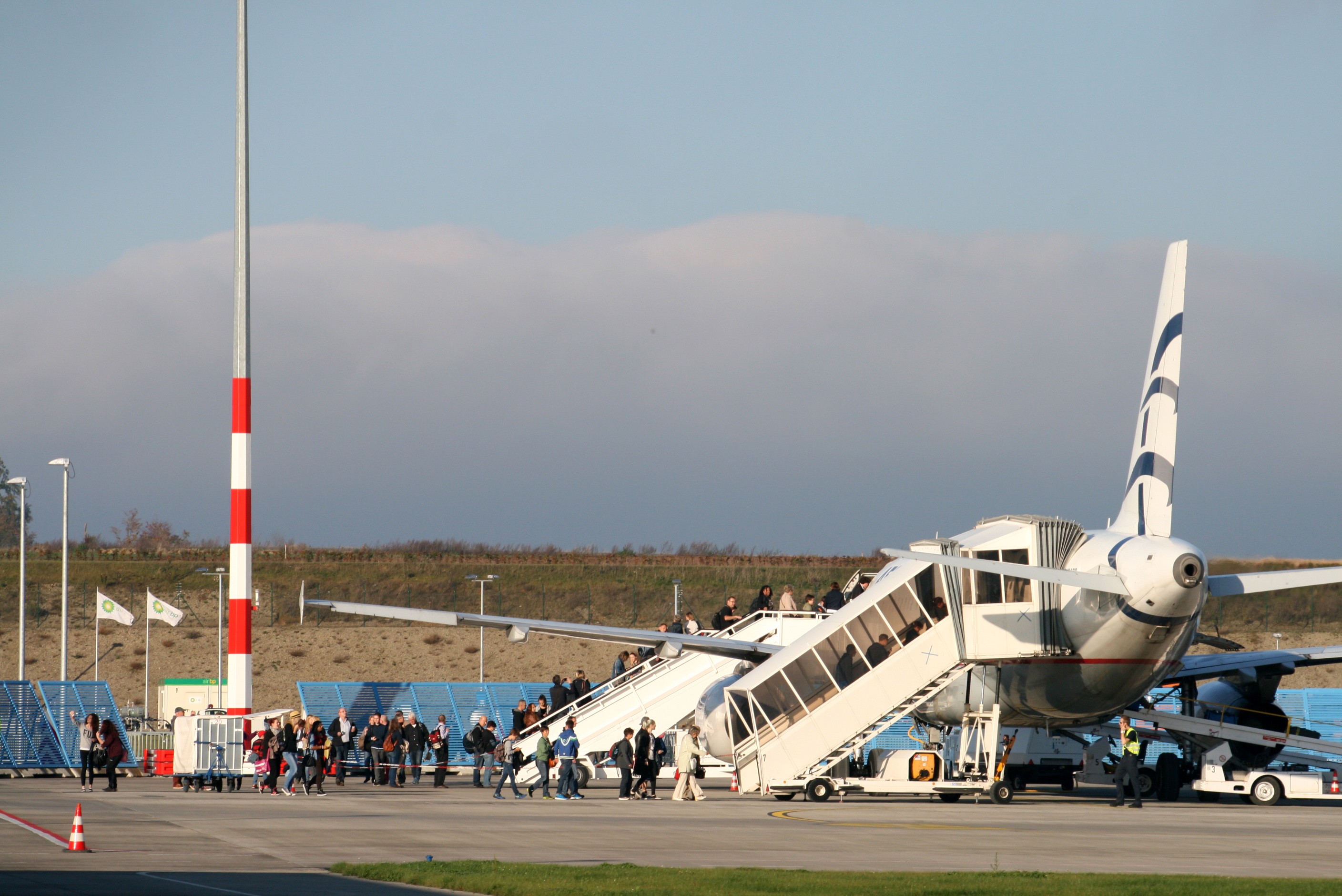
Vliegveld Kassel-Calden (2014)

### Wegennet
Ten oosten van Kassel loopt in zuidwest<>noordoost-richting de Autobahn A7. Op het ten oosten van de stad gelegen knooppunt Kreuz Kassel-Mitte takt de Autobahn A49 hiervan af. Iets zuidelijker, op afrit 70 van de A7, Dreieck Kassel-Süd, takt de Autobahn A44 hiervan af.
Kassel ligt aan de volgende Bundesstraßen:
- B3
- B7; deze loopt vanuit Kassel naar het zuidoosten en kruist op afrit 78 de A7.
- B83; ten noordwesten van Kassel lopen de B7 en de B83 ongeveer 10 km over een gemeenschappelijk tracé.
- B251

Een ongeveer 7 km lange, kaarsrechte weg, de Wilhelmshöher Allee, leidt van de Gebrüder-Grimm-Platz, ten zuidwesten van het centrum, pal westwaarts, langs station Kassel-Wilhelmshöhe, het Schloss Wilhelmshöhe bergop naar het Herkules-standbeeld in het Bergpark Wilhelmshöhe.

### Openbaar vervoer
De Kasseler Verkehrs-Gesellschaft (KVG) verzorgt het openbaar vervoer binnen de stad met tramlijnen (Straßenbahn Kassel).
Het openbaar vervoer per spoor en lightrail rond Kassel wordt verzorgd door de RegioTram, eigenlijk een S-Bahn-net, dat wordt geëxploiteerd door de KVG in samenwerking met de Hessische Landesbahn (HLB). Het station Kassel-Wilhelmshöhe is in 1991 geopend en ligt, 2 km ten oosten van slot Wilhelmshöhe en 4 km ten west-zuidwesten van het stadscentrum, in een verdiept tracé aan de Hogesnelheidslijn Würzburg - Hannover. Het direct ten westen van het stadscentrum gelegen station Kassel Hauptbahnhof is in belang afgenomen, en wordt vooral nog door stoptreinen in diverse richtingen aangedaan. Ten westen van het centrum is, mede voor het goederenvervoer vanwege de vele fabrieken, een uitgestrekt rangeergebied ontstaan.

### Overige
De luchthaven van Kassel, Flughafen Kassel-Calden, bevindt zich 15 km ten noordwesten van de stad, aan de B7, in het voorstadje Calden.
Kassel heeft een binnenhaven aan de rivier de Fulda, dicht bij de oeverstraat met de naam Schlagd, waar tot in het begin van de 20e eeuw nog vrachtschepen de Fulda en de Wezer bevoeren. De haven dient uitsluitend nog voor de pleziervaart en voor af en toe varende rondvaartboten.

## Economie
Kassel en omgeving vormen een belangrijk industrieel centrum. Volkswagen AG bezit een grote fabriek in de zuidwestelijke voorstad Baunatal. In een andere voorstad, Niestetal, is SMA Solar Technology gevestigd. Krauss-Maffei Wegmann en Alstom produceren te Kassel respectievelijk tanks en treinen, beide in voormalige Henschel- fabrieken. Henschel zelf produceert te Kassel alleen nog, op middelgrote schaal, onderdelen van voertuigmotoren.
Ook de dienstensector is van grote betekenis. Een van de vijf federale gerechtshoven, het over kwesties inzake sociale verzekeringen, uitkeringen e.d. oordelende Bundessozialgericht is er sinds 1954 gevestigd. Van 1954-1989 zetelde ook het Bundesarbeitsgericht te Kassel, maar dat is in 1989 naar Erfurt verhuisd. Kassel beschikt daarnaast over talrijke regionale rechtbanken e.d. Te Kassel staan twee gevangenissen.
Te Kassel is ook de Universiteit Kassel gevestigd, die circa 3.300 medewerkers telt. Daarnaast telt de stad verscheidene andere, kleinere, instellingen voor hoger onderwijs.

## Geschiedenis

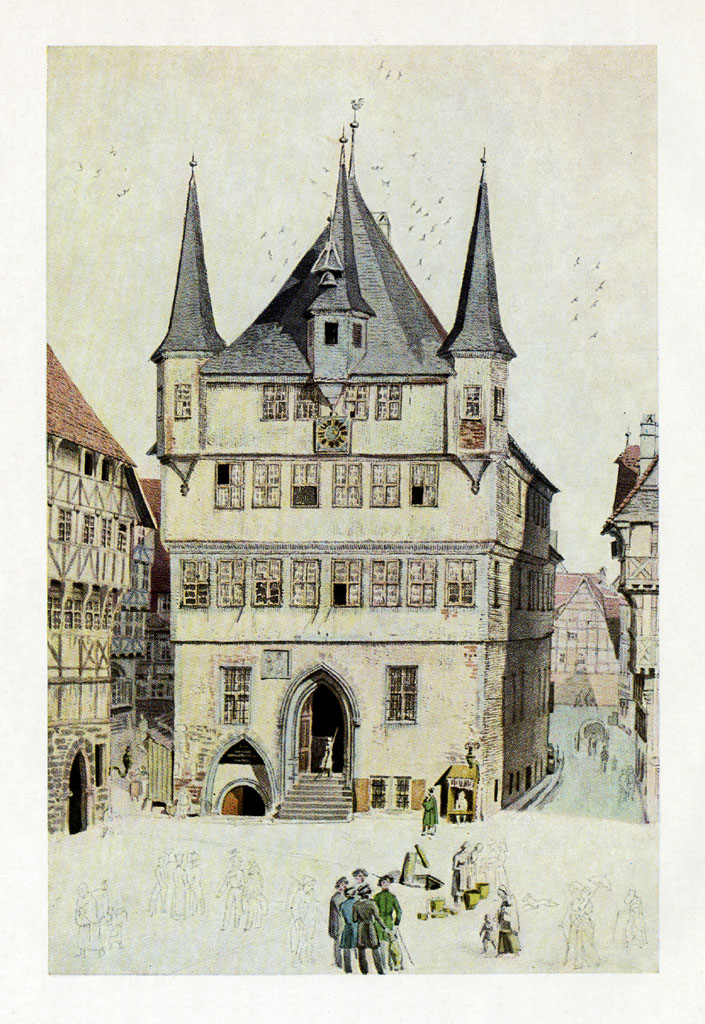
Het oude raadhuis
Gebouwd in 1404, afgebroken in 1837
(1815), Ludwig Emil Grimm

Kassel werd voor het eerst vermeld in 913. Het kreeg in 1189 stadsrechten en werd onder Hendrik I van Hessen hoofdstad van het landgraafschap Hessen. Van 1567 tot 1806 en van 1813 tot 1866 was het de hoofdstad van Hessen-Kassel. Kort nadat Hessen-Kassel een keurvorstendom werd, bezetten de troepen van Napoleon in 1806 de stad, die hoofdstad werd van het nieuw gestichte koninkrijk Westfalen en residentie van Napoleons broer Jérôme Bonaparte. Vanaf 1813 was het weer een keurvorstendom, maar aan het einde van de Oostenrijks-Pruisische Oorlog in 1866 werd het geannexeerd door een agressief expanderend Pruisen, omdat het - net als het koninkrijk Hannover - aan de zijde van de Oostenrijkse Habsburgse monarchie had gestaan. In 1871 heeft, na de Frans-Duitse Oorlog, de Franse ex-keizer Napoleon III enige tijd in Schloss Wilhelmshöhe gevangen gezeten.
Sinds 1810 is de stad het hoofdkwartier van Henschel, tot heden een zeer belangrijke industriële groep met een eeuwenoude traditie in de constructie van locomotieven, en gedurende enkele decennia tot de Tweede Wereldoorlog eveneens vliegtuigen.
Van 1808 tot 1820 woonden de gebroeders Grimm twaalf jaar te Kassel. De herinnering aan hun verblijf en hun activiteiten, met name op literair gebied, wordt in de stad gekoesterd, met een museum en verscheidene aan hen en hun werk gewijde gedenktekens, kunstwerken e.d.
Het bedrijf Wintershall AG startte als een boorbedrijf en (kalium)zoutwinningsbedrijf in 1894 in Kassel, opgericht door de ondernemer actief in boorwerken Carl Julius Winter samen met de industrieel Heinrich Grimbergen. Het achtervoegsel hall in de naam verwijst naar de vele ondergrondse zoutlagen in de regio (de wortel hal(l) uit het Keltisch, Grieks en Egyptisch verwijst naar zout, zie ook het zoutmineraal haliet). Geologisch gezien komt aardolie vaak samen voor met kaliumzoutlagen, en dit was ook zo in de zoutmijn van Wintershall in Volkenroda bij Kassel.
Een zwarte bladzijde in de geschiedenis van de stad is de avond van de 7e november 1938. Zelfs nog twee dagen voor de beruchte Reichskristallnacht van 9 op 10 november 1938 werden in Kassel de synagoge en andere Joodse instellingen en gebouwen vernield.
Tijdens de Tweede Wereldoorlog werden grote delen van de stad door geallieerde luchtaanvallen verwoest. Het zwaarste bombardement vond plaats op 22 oktober 1943. In één nacht tijd kwamen 10.000 mensen om het leven en werd 80% van het woningbestand verwoest. De oude binnenstad met zijn vele vakwerkhuizen was een ideaal doelwit binnen de strategie van de zogenaamde moral bombing. Fosfor- en brandbommen zorgden voor een vuurstorm, waaraan bijvoorbeeld ook de steden Hamburg en Dresden ten offer vielen.
Na de oorlog werd de stad volgens een geheel nieuw stratenplan opgebouwd met een moderne bebouwing. De Treppenstraße werd de eerste voetgangerszone in de Bondsrepubliek. De ruim opgezette stedenbouwkundige planning die in de 50'er jaren zo modern was, werd later in Duitsland zwaar bekritiseerd.
In 1948 deed Kassel tevergeefs een poging om hoofdstad van de nieuwe West-Duitse republiek te worden.
De Universiteit Kassel werd in 1971 opgericht als Gesamthochschule Kassel (GhK) en heeft sinds 2003 zijn huidige naam en universiteitsstatus. De instelling heeft jaarlijks zo'n 25.000 studenten.

## Cultuur

### Muziek, podiumkunsten
Het Staatstheater Kassel is gevestigd in een uit 1959 daterend en voor het laatst in 2002 gerenoveerd gebouw. Het bevat o.a. een concertzaal met circa duizend zitplaatsen en een zaal voor toneel met bijna 600 plaatsen. Daarnaast bevat het gebouw nog een kleine zaal met bijna 100 plaatsen.

### Musea
- Schloss Wilhelmshöhe, met collecties van o.a. sculpturen uit de Klassieke Oudheid en van schilderijen van oude, vooral Hollandse en Vlaamse, meesters (o.a. Rembrandt)
- Kunsthalle Fridericianum, vaak de locatie van de Documenta
- Grimmwelt, een in 2015 geopend, zeer modern, museum gewijd aan de gebroeders Grimm (ook tekenaar en etser Ludwig Emil Grimm, die te Kassel is overleden)
- Het Hessische Landesmuseum aan de Gebrüder-Grimm-Platz, in 2016 na renovatie heropend, bezit belangrijke collecties archeologische vondsten, beeldende kunst uit met name de 18e eeuw, toegepaste kunst en design, alsmede folklore, waaronder klederdrachten. Het torentje van het museum, van waaraf men een fraai uitzicht heeft, kan door museumbezoekers worden beklommen.
- Spohr-Museum
- Deutsches Tapetenmuseum, gewijd aan behang en andere wanddecoraties; in 2008 gesloten; heropening voorzien in 2026
- In het barokke park Karlsaue staat een oorspronkelijk 18e-eeuws gebouw, de Orangerie. Na zware schade in de Tweede Wereldoorlog en diverse restauraties is er een planetarium in gevestigd. ook is het gebouw enkele malen voor de Documenta gebruikt.

## Sport en recreatie
De belangrijkste sportaccommodaties van Kassel zijn:
- het Auestadion (voetbal, zie: KSV Hessen Kassel; atletiek), 18.800 plaatsen
- de Nordhessen - Arena (ijshockey), 6.100 plaatsen
- de Rothenbach-Halle (handbal, zie: MT Melsungen), 4.500 plaatsen
- In de stad is ook de roeisport, niet alleen op de Fulda, maar ook vanuit andere accommodaties, populair.

De stad ligt aan twee toeristische langeafstands-fietsroutes en vier meerdaagse wandelroutes.

## Galerij

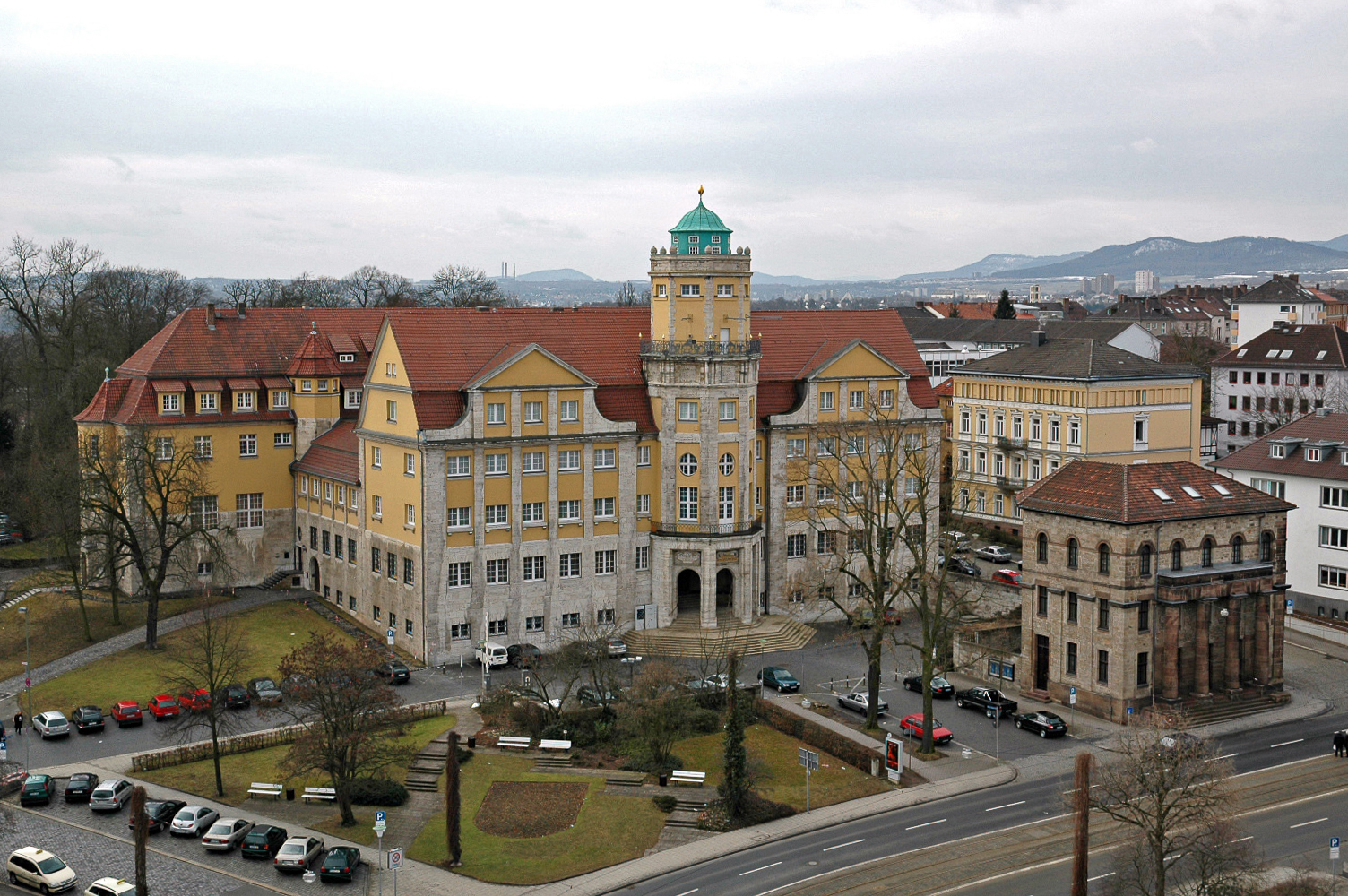
Hessisches Landesmuseum
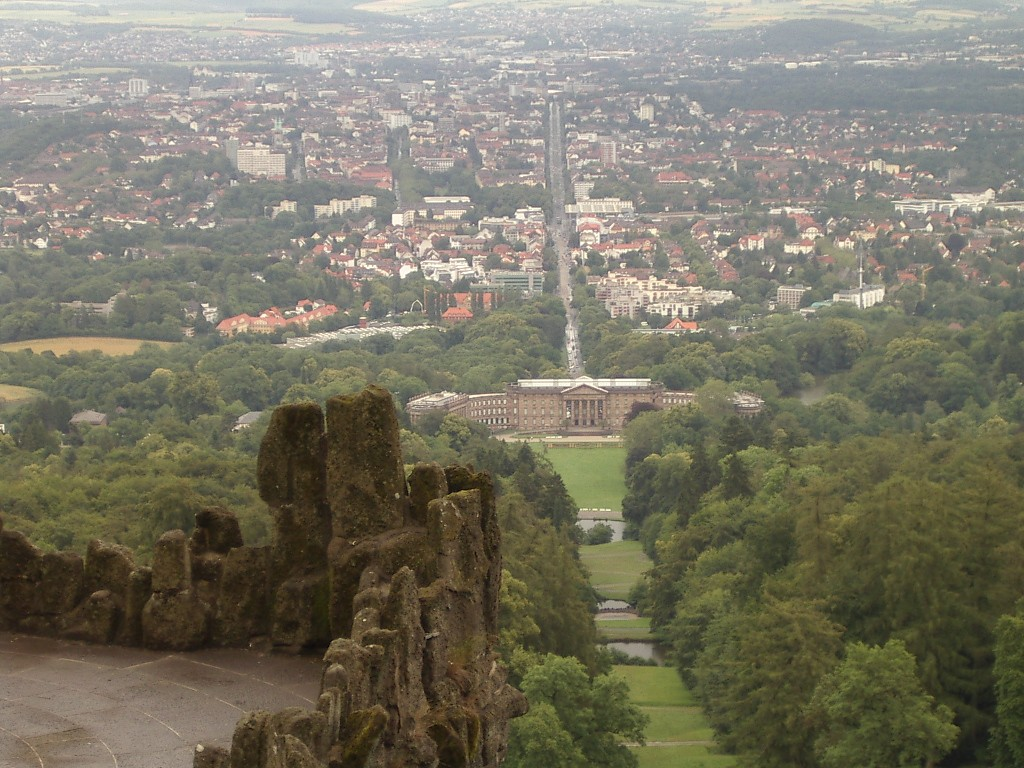
Bergpark Wilhelmshöhe; blik op slot en stad met Wilhelmshöher Allee
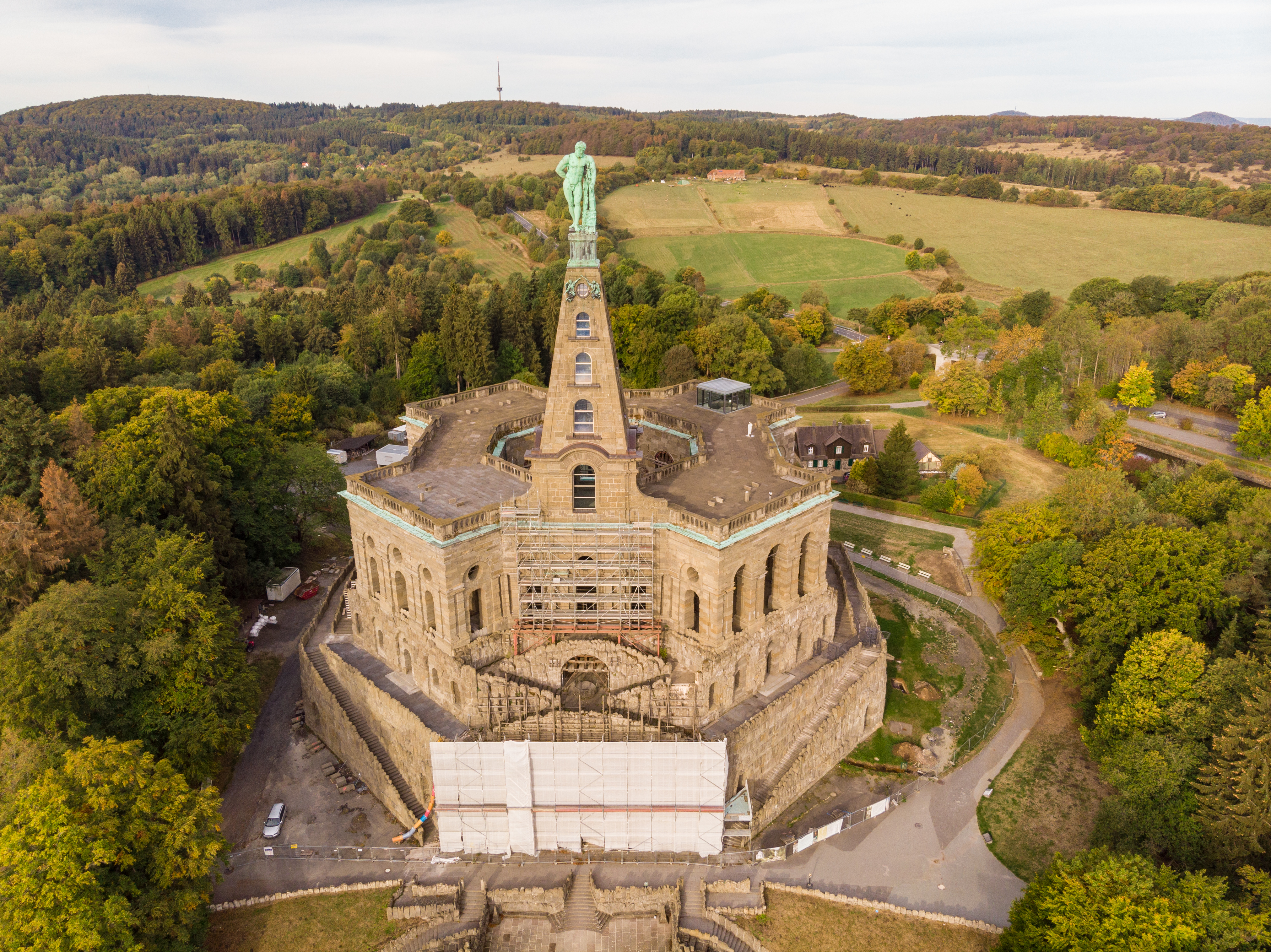
Het 18e-eeuwse koperen standbeeld van Hercules op het Oktogon (achthoekige bouwwerk) in Bergpark Wilhelmshöhe
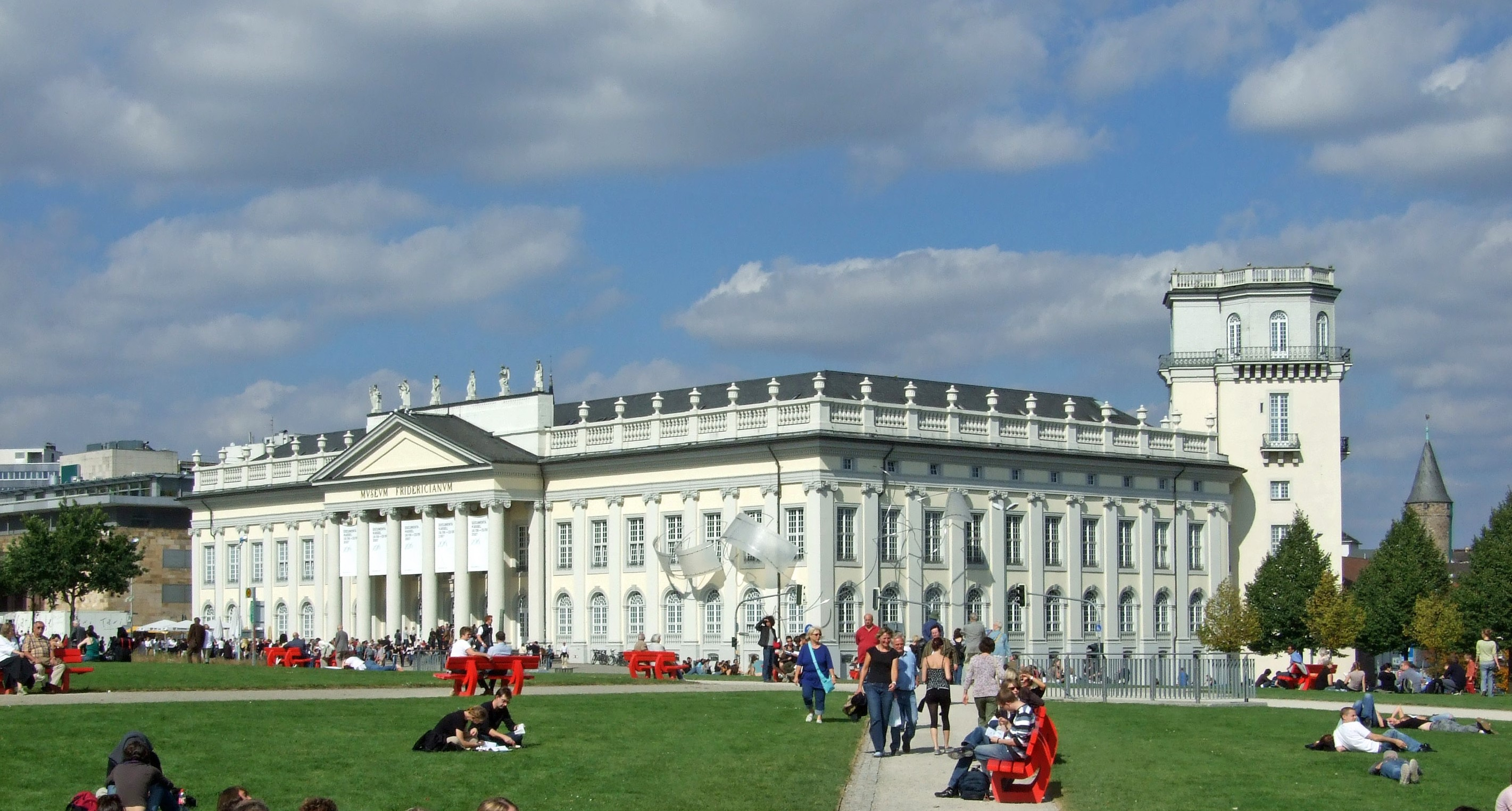
Fridericianum

## Internationale Partnersteden
- Florence, Italië, sinds 1952
- Västerås, Zweden, sinds 1972
- Rovaniemi, Finland, sinds 1972
- Jaroslavl, Rusland, sinds 1988
- İzmit, Turkije, sinds 1998

## Bekende personen uit Kassel

### Geboren
- Anna van Hessen (1529-1591), hertogin van Palts-Zweibrücken
- Willem IV (1532-1592), landgraaf van Hessen-Kassel
- Elisabeth van Hessen (1539-1582), keurvorstin van de Palts
- Maurits van Hessen-Kassel (1572-1632), landgraaf van Hessen-Kassel
- Willem V (1602-1637), landgraaf van Hessen-Kassel
- Willem VI (1629-1663), landgraaf van Hessen-Kassel
- Willem VIII (1682-1760), landgraaf van Hessen-Kassel
- Maria Louise van Hessen-Kassel (1688-1765), bijgenaamd Marijke Meu of Maaike Meu, moeder van stadhouder Willem IV
- Tethart Haag (1737-1812), hofschilder van Willem V van Oranje-Nassau en bestuurder van culturele instellingen in Den Haag
- Willem I (1743-1821), keurvorst van Hessen-Kassel
- Julius von Haynau (1786-1853), Oostenrijks-Hongaars geheimraad, kamerheer en generaal
- Arnold Bode (1900-1977), veelzijdig kunstenaar; hij riep de Documenta in het leven
- Paul Julius Reuter (1816-1899), oprichter van het persbureau Reuters
- Fredericka Mandelbaum (1825-1892), crimineel
- Ludwig Mond (1839-1909), chemicus en industriemagnaat, in 1880 tot Brit genaturaliseerd
- Philipp Scheidemann (1865-1939), rijkskanselier (1919)
- Franz Rosenzweig (1886-1929), Joods-Duitse theoloog en filosoof
- Rudolf Bernhardt (1925-2021), rechtsgeleerde; rechter bij het EHRM
- Hans Eichel (1941), politicus, van 1999-2005 bondsminister van Financiën
- Norbert Trelle (1942), rooms-katholiek bisschop
- Astrid Proll (1947), medeoprichtster Rote Armee Fraktion
- Brigitte Zypries (1953), minister van financiën SPD
- Ulrike Folkerts (1961), actrice, bekend als Tatort-commissaris Lena Odenthal
- Danja Müsch (1971), volleyballer en beachvolleyballer
- André Schubert (1971), voetballer en voetbalcoach
- Ömer Erdoğan (1977), Duits-Turks voetballer
- Özer Hurmacı (1986), Duits-Turks voetballer
- Pamela Dutkiewicz (1991), atleet
- Lea (1992), zangeres
- Yunus Mallı (1992), Duits-Turks voetballer
- Carolin Simon (1992), Duits voetbalster
- Marvin Friedrich (1995), voetballer
- Marc Stendera (1995), voetballer
- Ogechika Heil (2000), voetballer

### Overigen
- Jost Bürgi (1552-1632, overleden te Kassel), Zwitsers klokkenmaker en wiskundige
- Heinrich Schütz (1585-1672), componist, te Kassel opgeleid
- Paul du Ry (1640-1714, overleden te Kassel). architect, betrokken bij de bouw van Schloss Wilhelmshöhe
- Johann Heinrich Tischbein de Oudere (1722-1789, overleden te Kassel), kunstschilder
- Johann Heinrich Tischbein de Jongere (1742-1808, overleden te Kassel), kunstschilder en etser
- Louis Spohr (1784-1859, overleden te Kassel), vioolvirtuoos, musicoloog en dirigent. Aan hem is te Kassel een museum gewijd.
- De gebroeders Grimm woonden in het begin van de 19e eeuw geruime tijd te Kassel. Broer Ludwig Emil, tekenaar en etser, overleed in de stad in 1863.
- Marie Calm (pseudoniem: Marie Ruhland) (1832-1887, overleden te Kassel), schrijfster en vrouwenrechten-activiste
- Holger Börner (1931-2006, overleden te Kassel), belangrijk SPD-politicus, van 1976-1987 minister-president van de deelstaat Hessen
- Anant Kumar (1969) , schrijver, inwoner van de stad

## Trivia

### Wasberen
In 1960 was Kassel de eerste stad in Europa waar geürbaniseerde wasberen werden gesignaleerd. Op dit moment kent de wasberenpopulatie in Kassel de hoogste dichtheid in Europa.

### Nord-Holland
In de stad bevindt zich een stadswijk met de naam Nord-Holland, ook wel geschreven: Nord (Holland). Deze benaming heeft nagenoeg niets te maken met de Nederlandse provincie Noord-Holland, maar gaat terug op een plein en een straat in de buurt.
Een oude stadspoort droeg de naam Holländisches Tor, Hollandse Poort. Hier ontstond in de 19e eeuw een groot plein, de Holländischer Platz, dat nog altijd een van de belangrijkste verkeersknooppunten van Kassel is. Onder andere de Bundesstraße 83, die in noordelijke richting vanaf het plein Holländische Straße, Hollandse Straat, heet, en de Bundesstraße 251 kruisen elkaar hier. Het plein ligt aan de noordoostrand van het stadscentrum, en de Universiteit Kassel ligt kort ten noorden van het plein. Dicht bij het plein ontstond in de 19e eeuw een naar de Hollandse Straat genoemde industriewijk rondom fabrieksgebouwen van het Henschel-concern. Er kwam vervolgens een arbeiderswoonwijk en na de Tweede Wereldoorlog sociale woningbouw. Na talrijke bedrijfssluitingen werd het deels een studentenwijk, en bleef deels een arbeiderswijk met veel inwoners van niet-Duitse origine.

### HoPla
Inwoners van en studenten in Kassel korten de naam van het plein Holländischer Platz vaak af tot het vlot klinkende HoPla.